# 丹沢主稜
丹沢主稜（たんざわしゅりょう）とは、丹沢山地中央部の蛭ヶ岳から西へ伸びる延長約30kmの尾根である。

## 概要
丹沢山地中央部に位置する山地最高峰の蛭ヶ岳から檜洞丸、大室山、菰釣山、三国山 と西へ伸びる尾根であり、山地の脊梁部にあたる稜線である。この内、西側の大室山～三国山間の稜線は山梨県（甲斐国）と神奈川県（相模国）の境をなすことから、甲相国境尾根と呼ばれることが多い。
丹沢山地の奥地にあるため登山者は少なく、静かな山歩きが楽しめる。稜線上は樹木が多く展望が良い場所は少ないが、山地最高峰である蛭ヶ岳からの展望は素晴らしく、丹沢山地はもちろん、富士山や南アルプス、八ヶ岳、奥秩父、奥多摩などの山々まで望むことができる。蛭ヶ岳～大室山間は高低差が大きく、やせ尾根やクサリ・ガレ場などの急峻な地形が多いが、大室山以西（甲相国境尾根）は比較的なだらかな地形となる。檜洞丸周辺はツツジの名所として有名で、5月下旬から6月上旬にかけては多くの登山者が訪れる。

## 丹沢主稜の山・峠
| 山容 | 名称         | 標高（m） | 蛭ヶ岳からの 方角と距離（km） | 備考                       |
| ---- | ------------ | --------- | ----------------------------- | -------------------------- |
|      | 蛭ヶ岳       | 1,673     | 0                             | 丹沢山地最高峰             |
|      | ミカゲ沢ノ頭 | 1,421     | 西 0.8                        |                            |
|      | 臼ヶ岳       | 1,460     | 南西 1.5                      |                            |
|      | 神ノ川乗越   | 1,250     | 西南西 1.9                    | かんのがわのっこし         |
|      | 金山谷乗越   | 1,300     | 西南西 2.5                    |                            |
|      | 檜洞丸       | 1,601     | 西南西 3.4                    | ひのきぼらまる             |
|      | 熊笹ノ峰     | 1,523     | 西 3.8                        |                            |
|      | 大笄         | 1,510     | 西 3.9                        | おおこうげ                 |
|      | 小笄         | 1,280     | 西 4.4                        | ここうげ                   |
|      | 犬越路       | 1,060     | 西 5.7                        | 蛭ヶ岳～大室山間の最低地点 |
|      | 大杉丸       | 1,169     | 西 5.9                        |                            |
|      | 大室山       | 1,588     | 西北西 7.0                    |                            |
|      | ｜           | ｜        | ｜                            | ｜                         |
|      | 三国山       | 1,340     | 西南西 22.3                   |                            |

※大室山以西の詳細は甲相国境尾根を参照。

## 丹沢主稜の山小屋
- 蛭ヶ岳山荘 (蛭ヶ岳山頂)
- 青ヶ岳山荘 (檜洞丸付近)
- 犬越路避難小屋 (犬越路・無人小屋、トイレ付き) - 老朽化のため2005年に建て替えられた。